# Костомлоти-Перші
Костомлоти-Перші (пол. Kostomłoty Pierwsze) — село в Польщі, у гміні Медзяна Ґура Келецького повіту Свентокшиського воєводства.
Населення — 1644 особи (2011).
У 1975-1998 роках село належало до Келецького воєводства.

## Демографія
Демографічна структура на день 31 березня 2011 року:
|          | Загалом | Допрацездатний вік | Працездатний вік | Постпрацездатний вік |
| -------- | ------- | ------------------ | ---------------- | -------------------- |
| Чоловіки | 794     | 165                | 556              | 73                   |
| Жінки    | 850     | 168                | 540              | 142                  |
| Разом    | 1644    | 333                | 1096             | 215                  |